# Judiska församlingen i Malmö

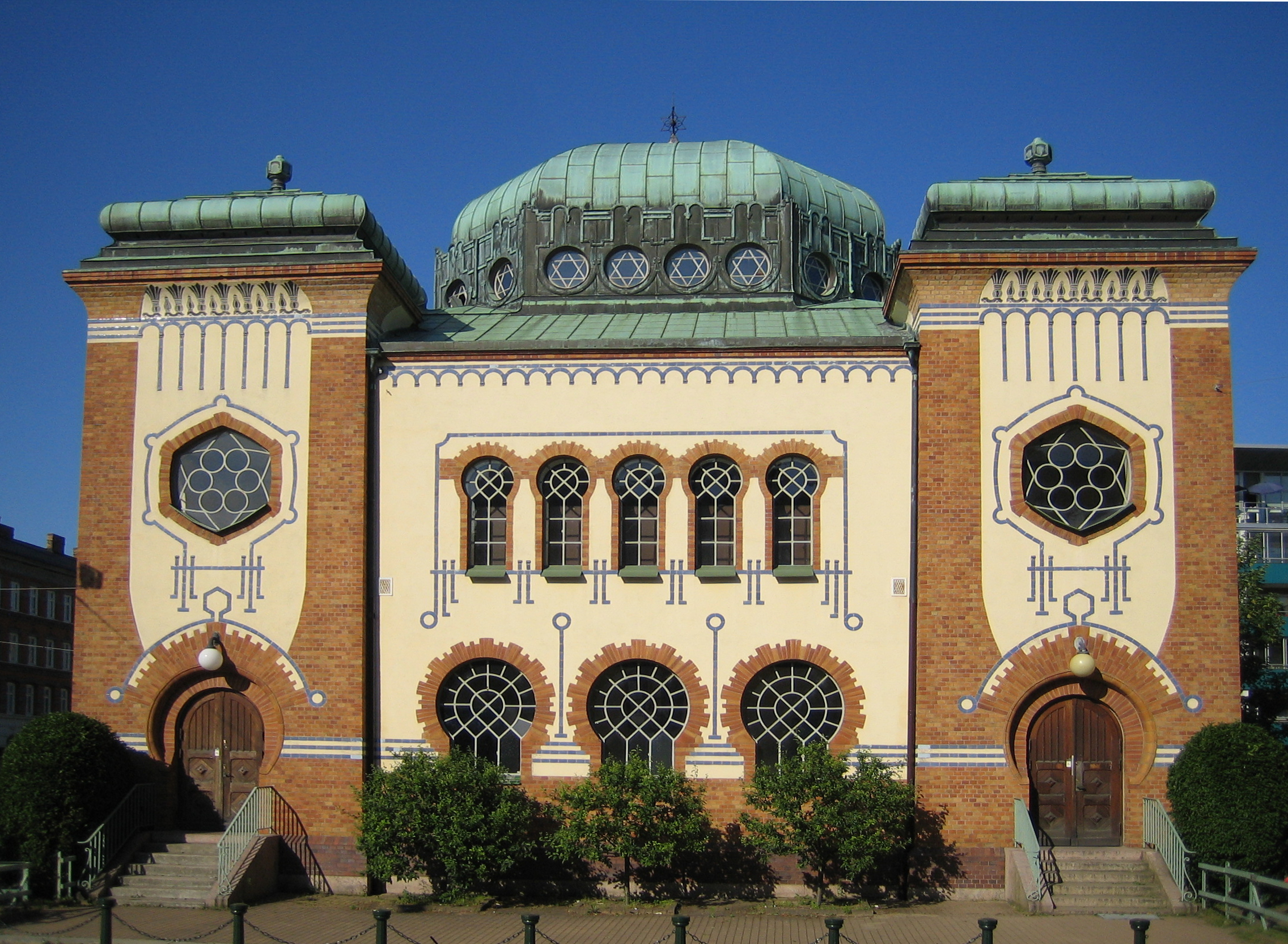
Malmö synagoga

Judiska församlingen i Malmö grundades 1871 och är en av de tre judiska församlingarna i Sverige, de övriga två är församlingen i Stockholm och församlingen i Göteborg. Församlingen är en enhetsförsamling med två synagogor: Malmö synagoga (med ortodox inriktning) som byggdes 1903, och Malmö egalitära synagoga, som grundades 2011. Församlingen har två begravningsplatser, den äldre från 1872 i anslutning till Sankt Pauli norra kyrkogård och den nyare från 1978 i anslutning till Östra kyrkogården.
Antalet medlemmar är knappt 500.